# Kpando
Le district de Kpando  (officiellement Kpando District, en Anglais) est l’un des 18 districts de la Région de la Volta au Ghana.

## Villes et villages du district
| - Anfoega Adame - Anfoega Akukome - Dzana - Fesi | - Gbefi-Hoeme - Gbefi-Tornu - Kpandu - Kpandu Torkor | - Sovie - Vakpo - Wusuta |

## Personnalités
- Gabriel Ameka, botaniste et universitaire, est né à Anfoega en 1958.
- Sylvanus Olympio, 1er président du Togo

## Sources
- (en)
- (en) Site de Ghanadistricts